# Nicude
As vogais hebraicas são representadas por sinais que não fazem parte do alfabeto. Na verdade, as vogais não são originalmente escritas na língua hebraica (elas são pronunciadas, mas não escritas). Para representar as vogais são usados os nicudes (em hebraico: niqqud; pl. niqqudot) que são sinais massorético ou diacríticos que trocam o som de uma dada consoante do alfabeto hebraico por uma determinada vogal. Os nicudes podem indicar também outras diferenças da pronúncia das letras-consoantes, como a entre בּ (b) dura ou dupla e ב simples (= v), e a entre os dois sons שׂ (sin) e שׁ (shin).
Na ortografia israelense moderna, os nicudes são raramente usados, exceto em textos especializados, como dicionários, poesia ou textos para crianças ou para novos imigrantes em Israel.
Para fins de desambiguação, desenvolveu-se um sistema de ortografia sem nicude, conhecido em hebraico como ktiv maleh (כְּתִיב מָלֵא‎, literalmente "ortografia completa"). Isso foi formalmente padronizado nas Regras para Ortografia sem nicude (כְּלָלֵי הַכְּתִיב חֲסַר הַנִּקּוּד‎) promulgadas pela Academia da Língua Hebraica em 1996, e atualizadas em 2017.

## Símbolos
A tabela abaixo mostra os nicudes utilizados no alfabeto hebraico e suas transliterações:
| Símbolo | Nome          | AFI | Transliteração | Unicode |
| ------- | ------------- | --- | --- | ------- |
| ְ        | sheva         | [e̞], Ø | ə, e, ', nenhum | U+05B0  |
| ִ        | hiriq         | [i] | i | U+05B4  |
| ֵ        | zeire         | [e̞] | e | U+05B5  |
| ֶ        | segol         | [e̞] | e | U+05B6  |
| ַ        | pataj         | [a] | a | U+05B7  |
| ָ        | kamatz        | [a] | a | U+05B8  |
| ֹ        | holam         | [o̞] | o | U+05B9  |
| ֹ        | dages         | [o̞] | o | U+05B9  |
| ּ        | daguesh       | [b], [g], [d], [k], [p], [t] | b, g, d, k, p, t | U+05BC  |
| ּ        | mappiq        | [h] | h | U+05BC  |
| ֻ        | kubutz        | [u] | u | U+05BB  |
| ֿ        | rafe          | Este símbolo não é usado em hebraico, mas sim em iídiche para distinguir פּ [p] de פֿ [f]; também para indicar silêncio em uma letra como em ה ou א. | Este símbolo não é usado em hebraico, mas sim em iídiche para distinguir פּ [p] de פֿ [f]; também para indicar silêncio em uma letra como em ה ou א. | U+05BF  |
| ׂ        | ponto do Shin | [ʃ] | sh | U+05C1  |
| ׁ        | ponto do Sin  | [s] | s | U+05C2  |